# فرودگاه سلکیرک واتر
فرودگاه سلکیرک واتر (به انگلیسی: Selkirk Water Aerodrome) یک فرودگاه همگانی است که یک باند فرود آب دارد. این فرودگاه در کشور کانادا قرار دارد و در ارتفاع ۲۲۴ متری از سطح دریا واقع شده‌است.